# Fanny Geefs
Pour les articles homonymes, voir Geefs.

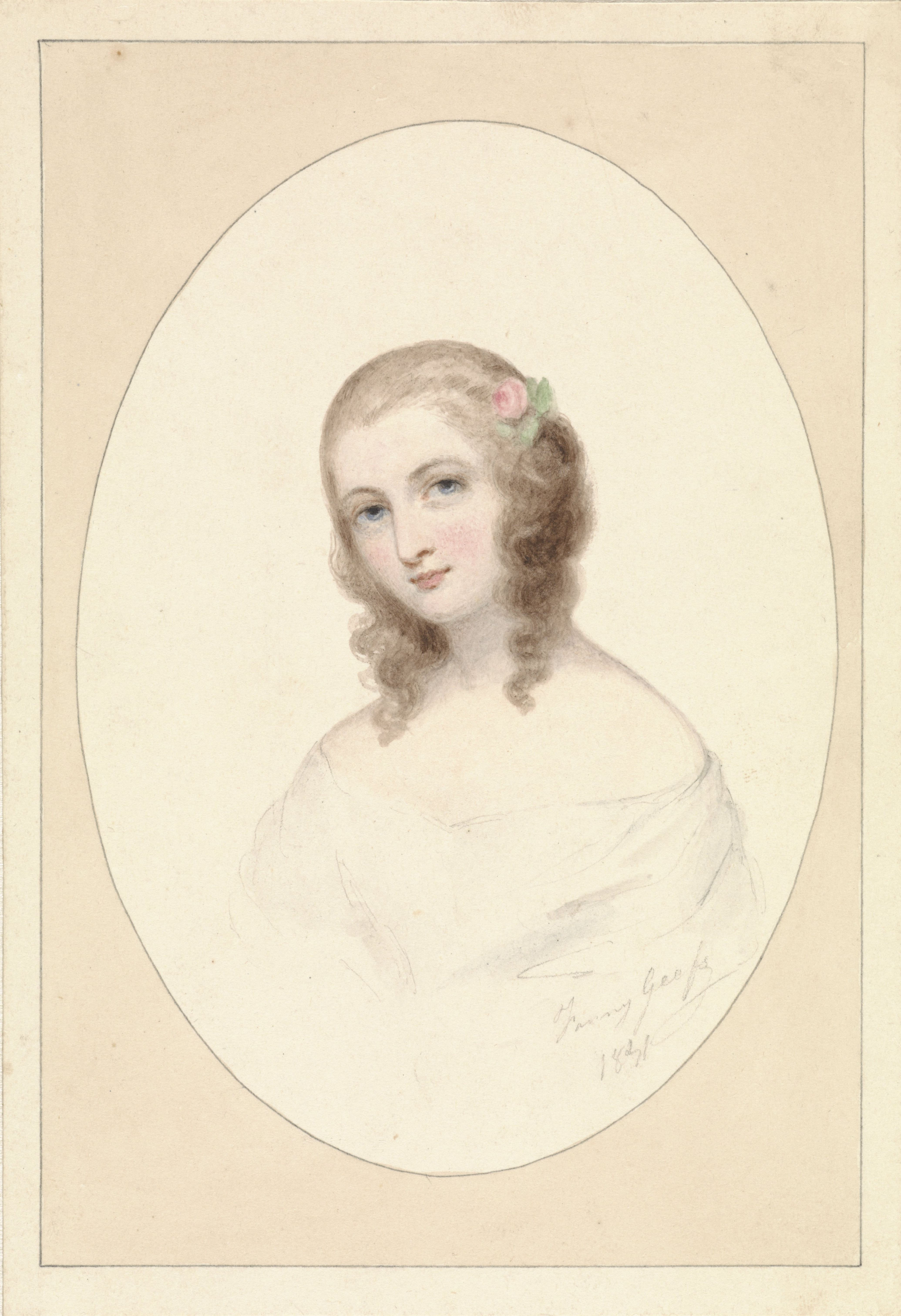
Autoportrait de Fanny Geefs, née Corr, 1841.

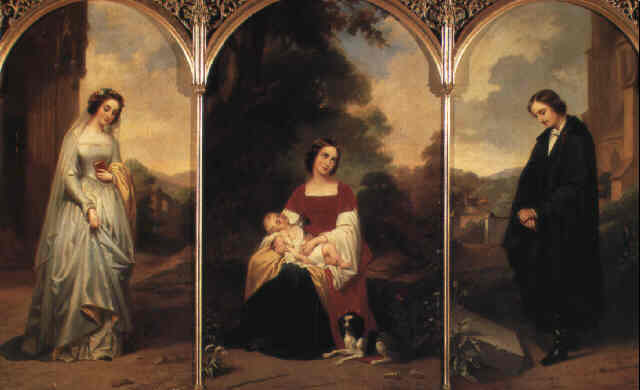
La vie d'une Femme : Piété, Amour, Chagrin, par Fanny Geefs née Corr.

Fanny Geefs, née Isabelle Marie Françoise Corr, également dite Fanny Corr, ou Fi Corr, née le 2 mai 1807 à Bruxelles et morte le 23 janvier 1883 à Schaerbeek, est une femme peintre de portraits souvent féminins, de scènes de genre et de sujets historiques. Elle est l'épouse du statuaire de renom Guillaume Geefs.

## Biographie
Fanny Corr, est la fille de Mathieu Corr, bottier, né à Drogheda, comté de Louth, en Irlande, domicilié Montagne de la Cour 685, et de Monique Landy. Ses parents, britanniques, originaires d'Irlande, se sont établis à Bruxelles en 1802 où ils ont ouvert un négoce de botterie de luxe. 
Elle a comme frères, sœurs, beaux-frères et belles-sœurs : 
- Henri Corr (1810-1875), ingénieur civil et artiste peintre, époux de la baronne Aimée de t'Serclaes de Kessel (1829-1879), une cousine d'Émile de t'Serclaes de Wommersom, héros de la révolution belge de 1830 ;
- Erin Corr, graveur et professeur de gravure à l'Académie royale des beaux-arts d'Anvers ;
- Hortense Louise Corr, épouse de Gustave Dutalis, fils du fameux orfèvre Joseph Germain Dutalis (1780-1852) ;
- Mathilde Corr (1813-1888), également connue comme artiste peintre, a épousé l'écrivain français Pierre Lagache. Elle a été l'élève à Paris de Camille Roqueplan (1802-1855). Elle signe Lagache;
- Mary Corr, femme de lettres et traductrice, décédée en 1846.

Fanny Corr épouse le 6 octobre 1836 à Saint-Josse-ten-Noode, le sculpteur renommé Guillaume Geefs .
Elle est d'abord l'élève de François-Joseph Navez. Comme le voulait la mode de l'époque, elle participait aux divers salons, où ses portraits de jeunes femmes étaient très appréciés. Au Salon de Bruxelles de 1842, elle obtient une médaille de vermeil pour Sainte Geneviève de Brabant et Sainte Cécile.
En 1845, elle obtient la médaille d'or de l'Exposition de Paris de peinture.
On connaît d'elle, sous la signature de Fi Geefs (nom d'épouse), un portrait de groupe familial, datant d'environ 1846, celui de la famille de Ferdinand de Meeûs devant le premier château d'Argenteuil sous Ohain qui brûle peu après.
Elle exécute aussi des commandes pour la cour royale de Belgique, comme plusieurs portraits de la reine Louise d'Orléans.
Son triptyque La vie d'une femme : Piété, Amour, Chagrin eut de l'influence sur Charlotte Brontë, particulièrement dans son roman Villette qui se déroule à Bruxelles.
Lors du décès de Fanny Geefs en 1883, la Bibliothèque royale de Belgique a acquis neuf carnets de dessins contenant environ cinq cents croquis et esquisses, actuellement conservés au Cabinet des Estampes.
Son œuvre tombée dans l'oubli a récemment fait l'objet d'une étude d'ensemble restée inédite.
Elle décède quelques heures après l'enterrement de son époux Guillaume Geefs et a été inhumée au cimetière de Schaerbeek.

## Sélection d'œuvres
- 1833 : Rosemonde ;
- 1834 : Éléonore (Exposition de Liège) ;
- 1835 : La fille du marin ;
- 1836 : Les derniers moments des châtelaines de Crèvecœur (Salon de peinture de Liège) ;
- 1836 : Vierge ;
- 1839 : Tristesse (Exposition des beaux-arts de Bruxelles) ;
- 1841 : Tête de vierge (Exposition de l'Institut des Beaux-Arts de Bruxelles) ;
- 1841 : Claire de la Croix de Chevrières de Sayve[4] ;
- 1843 : Trois époques de la vie d'une femme ;
- 1845 : La Vierge consolatrice des affligés, Salon de Bruxelles de 1845[5] ;
- 1848 : Sainte Agnès, Salon de Bruxelles de 1848[6] ;
- 1848 : Rêverie, Salon de Bruxelles de 1848[6] ;
- 1850 : Marine de tanneur et Intérieur d'Isabey (Exposition de la ville de Bruxelles) ;
- 1855 : Une jeune fille avec un chien (Salon d'Anvers) ;
- s.d. : Les trois âges de l'amour ;
- s.d. : Bianca ;
- s.d. : L'Amour ;
- s.d. : Sainte-Cécile (Médaille d'or de l'Exposition de Paris) ;
- s.d. : Famille de Meeûs devant le premier château d'Argenteuil à Ohain[7]qui a brûlé en 1847.